# Brazos Bend (Teksas)
Brazos Bend je grad u američkoj saveznoj državi Teksas. Prema popisu stanovništva iz 2010. u njemu je živjelo 305 stanovnika.